# Бершадский, Рудольф Юльевич
Рудольф Юльевич Бершадский (5 (18) января 1909, Елисаветград, Российская империя — 27 мая 1979, Москва) — русский советский поэт, прозаик и сценарист.

## Биография
Из семьи врача. В мальчишеском возрасте вступил в Красную Армию. Участник гражданской войны. Учился на экономическом факультете Коммунистического университета преподавателей общественных наук, на философском факультете МИФЛИ. С 1926 года печатался как журналист и поэт.
Побывал во многих «горячих точках», в том числе, столкновениях с японцами на оз. Хасан в 1938 году, советско-финляндской войне (1939—1940). Во время войны корреспондент фронтовых газет. Побывал в сражающемся Вьетнаме.
Член ВКП (б) с 1938 года. Награждён орденом Красной Звезды (1940).

## Творчество
Литературным творчеством начал заниматься как поэт. Позже — писатель-прозаик.
Автор очерков, сборников рассказов, повестей и киносценариев, произведения которого, в основном, посвящены военным события, участником и очевидцем которых он был. Популяризатор науки, после поездок по стране, Ближнему Востоку и Средней Азии написал ряд произведений на исторические и научно-популярные темы.
Участвовал в создании «Сборника воспоминаний об И. Ильфе и Е. Петрове», книги «Молодые герои Великой Отечественной войны» из серии «Жизнь замечательных людей»